# Amt Koblenz
Das Amt Koblenz (auch Amt Coblenz) war ein vom 14. Jahrhundert bis 1794 bestehender Verwaltungs- und Gerichtsbezirk im Kurfürstentum Trier.
Kurfürst Balduin von Luxemburg bildete im 14. Jahrhundert nach französischem Vorbild eine Ämterverwaltung. An der Spitze der Ämter stand nun ein Amtmann. Das Amt Koblenz war eines der 30 Ämter, die in der Zeit von Balduin urkundlich erwähnt wurden.
1786 bestand das Amt aus Coblenz (Stadt), Capellen, Lay und Waldesch. Die Umgebung von Koblenz war im Amt Bergpflege zusammengefasst. Im gleichen Jahr wurden in Capellen 51 Bürger in 44 Häusern, in Lay 80 Bürger in 55 Häusern und in Waldesch 6 Bürger in 68 Häusern gezählt. Zur Stadt Koblenz gehörten noch Moselweis und Neuendorf.
Am Ende des HRR bestand das Amt nur noch aus Koblenz (Stadt), Coblenzer Höfe, Moselweis und Neuendorf. Die 1786 genannten Nachbarorte wurden nun als Teil des Amtes Ehrenbreitstein geführt.
Aufgrund der räumlichen Nähe wurde das Amt Koblenz zunehmend in Personalunion mit dem Amt Ehrenbreitstein verwaltet. So war der letzte Amtmann Franz Ludwig Freiherr von Breidenbach zu Bürresheim auch Amtmann in Ehrenbreitstein.
Mit der Einnahme des Linken Rheinufers durch französischen Revolutionstruppen wurde das Amt nach 1794 aufgelöst. In der Franzosenzeit gehörte das Gebiet zum Arrondissement de Coblence und zum Kanton Coblence.

## Amtmänner
- Philipp Kratz von Scharfenstein († 1570), Amtmann von 1549 bis 1552